# Indische Cricket-Nationalmannschaft in Südafrika in der Saison 2011/12
Die Tour der indischen Cricket-Nationalmannschaft nach Südafrika in der Saison 2011/12 fand am 30. März 2012 statt. Die internationale Cricket-Tour war Teil der internationalen Cricket-Saison 2011/12 und umfasste ein Twenty20. Südafrika gewann die Serie 1–0.

## Vorgeschichte
Südafrika bestritt zuvor eine Tour in Neuseeland, während Indien am Asia Cup 2012 teilnahm. Das letzte Aufeinandertreffen der beiden Mannschaften bei einer Tour fand in der Saison 2010/11 in Südafrika statt.

## Kaderlisten
Indien benannte seinen Kader am 7. März 2012.
Südafrika benannte seinen Kader am 23. März 2012.

## Stadion
Das folgende Stadion wurde für die Tour als Austragungsort vorgesehen und am 5. März 2012 bekanntgegeben:
| Stadion           | Stadt        | Kapazität | Spiele |
| ----------------- | ------------ | --------- | ------ |
| Wanderers Stadium | Johannesburg | 34.000    | 1. T20 |

## Twenty20 International in Johannesburg
| 30. März Scorecard | Johannesburg | Südafrika 219-4 (20)                       | – | Indien 71-0 (7.5/7.5) |
|                    |              | Südafrika gewinnt mit 11 Runs (D/L method) |   |                       |